# Brendon Dedekind
Brendon Dedekind (Pietermaritzburg, 14 febbraio 1976) è un ex nuotatore sudafricano.
Ha partecipato alle Olimpiadi di Atlanta 1996, raggiungendo la finale dei 50 m sl, e Sydney 2000.

## Palmarès
- Mondiali in vasca corta

Atene 2000: argento nei 50m sl e nei 50m rana.
- Giochi PanPacifici

Sydney 1999: oro nei 50m sl.
- Giochi del Commonwealth

Kuala Lumpur 1998: oro nei 50m sl.
- Giochi Panafricani

Johannesburg 1999: oro nei 50m sl, nei 100m sl e nella 4x100m sl.
- Universiadi

Messina 1997: bronzo nei 50m sl.